# Данчо Масєв
Данчо Масєв (мак. Данчо Масев; нар. 16 грудня 1983) — македонський футболіст, півзахисник.

## Клубна кар'єра
Розпочав професіональну кар'єру в клубі «Беласиця» (Струмиця), кольори якої захищав протягом 2000—2003 років. У 2004 році перейшов до белградського «Раду» (Б), проте вже незабаром повернувся на батьківщину, де з 2004 по 2005 роки виступав у «Вардарі».
У 2006 році переїхав до України, де підписав контракт із запорізьким «Металургом». У складі металургів дебютував 12 березня 2006 року в програному (0:1) виїзному поєдинку 21-го туру вищої ліги чемпіонату України проти сімферорольської «Таврії». Данчо вийшов на поле в стартовому складі, а на 65-ій хвилині його замінив Іраклі Модебадзе. Проте закріпитися в складі запорізького клубу так і не зумів, у чемпіонаті України зіграв лише 8 матчів (та два матчі в першості дублерів).
З 2007 по 2010 роки виступав на батьківщині, в клубах «Работнічкі», «Вардар» та «Горизонт» (Турново). З 2010 по 2011 роки виступав у грецькому клубі «Анагеннісі» (зіграв усього 3 поєдинки). У 2011 році повернувся до клубу «Беласиця», в складі якого у 2012 році й завершив кар'єру футболіста.

## Кар'єра в збірній
20 листопада 2002 року дебютував у футболці національної збірної Македонії в товариському матчі проти Ізраїлю. Протягом кар'єри в збірній, яка тривала до 2005 року, зіграв усього 5 матчів.